# Государственный технологический институт Цукубы
Цукубский национальный технологический университет (яп. 筑波技術大学) — японской национальный университет  в Цукубе. Школа-предшественник была основана в 1987 году, а в 2005 году она получила статус университета. Цукубский технологический университет — единственный национальный университет Японии, который ориентирован на обучение студентов с особыми потребностями, в том числе глухих и слепых студентов.

## Специальные программы[3]
- Образование для слепых
- Образование для глухих
- Образование для умственно отсталых
- Образование для инвалидов с особыми потребностями
- Образование для детей с аутизмом